# 555092 Annasusanne
555092 Annasusanne è un asteroide della fascia principale. Scoperto nel 2013, presenta un'orbita caratterizzata da un semiasse maggiore pari a 2,7932365 au e da un'eccentricità di 0,1857062, inclinata di 5,96935° rispetto all'eclittica.